# Manduca brontes
Espèce
Manduca brontes est une espèce de lépidoptères (papillons) de nuit de la famille des Sphingidae, de la sous-famille des Sphinginae et de la tribu des Sphingini.

## Distribution et habitat
Distribution
L'espèce es connue en Jamaïque, à Cuba, à Haïti, à Porto Rico, aux îles Caïmanes, en République dominicaine et au Suriname.

## Biologie
Les chenilles se nourrissent sur des espèces du genre Tecoma (notamment Tecoma stans ), et celles du genre Fraxinus : Fraxinus americana, Fraxinus excelsior et Fraxinus platycarpa.

## Systématique
- L'espèce Manduca brontes a été décrite par l'entomologiste britannique  Dru Drury en 1773 sous le nom initial de Sphinx brontes[1].
- La localité type est curieusement New York.

### Synonymie
- Sphinx brontes Drury, 1773 Protonyme
- Macrosila collaris Walker, 1856[2]
- Protoparce brontes smythi Clark, 1919
- Sphinx brontes pamphilius Stoll, 1782
- Sphinx brontes cubensis Grote, 1865
- Protoparce brontes haitiensis Clark, 1916

### Liste des sous-espèces
- Manduca  brontes brontes (Jamaïque et Cuba, Grandes Antilles et nord de l'Amérique du Sud)
- Manduca  brontes cubensis (Kitching et Cadiou, 2000) (Cuba, Haïti, Porto Rico, les îles Caïmans et la Floride)
- Manduca  brontes haitiensis ( BP Clark , 1916) (Haïti et la République dominicaine)
- Manduca  brontes pamphilius ( Cramer , 1782) (Suriname)[3]